# David Feingold
David Sidney Feingold (en hebreo:דוד סידני פיינגולד); (Chelsea, Estados Unidos, 15 de noviembre de 1922 – 26 de septiembre de 2019) fue un bioquímico estadounidense que vivió en Israel varios años, tiempo durante el cual ganó el Premio Israel por su investigación conjunta con Shlomo Hestrin y Gad Aviga.

## Biografía
Feingold nació en Chelsea, Massachusetts, Estados Unidos en 1922. En 1944 se graduó del Instituto Tecnológico de Massachusetts con una licenciatura en química. Después de su graduación, se alistó en la Marina de los Estados Unidos. Feingold sirvió en un buque de desembarco de tanques en el Pacífico durante nueve meses, desde 1945 hasta 1946. De 1947 a 1949 continuó sus estudios de química en el Instituto Químico de la Universidad de Zúrich, en Suiza.
En 1949 se mudó a Israel. Hasta 1950, sirvió en la división científica del ejército israelí como subteniente. De 1950 a 1951, trabajó en el Hospital Hadassah de Jerusalén. Entre 1951 y 1956, Feingold fue estudiante de bioquímica en Jerusalén. En 1956 se le otorgó un Doctorado de la Universidad Hebrea de Jerusalén.
Después de recibir su doctorado, regresó a los Estados Unidos y se desempeñó como asistente de investigación en la Universidad de California de 1956 a 1960. En 1960 se trasladó a la Universidad de Pittsburgh como profesor asistente en el departamento de biología. En 1966 fue nombrado Profesor de Microbiología en la Escuela de Medicina de la Universidad de Pittsburgh. También se desempeñó como profesor invitado en Suiza, Brasil y Argentina, así como en la Universidad de Colorado. Enseñó hasta su jubilación en 1993. Murió en septiembre de 2019 a la edad de 96 años

## Premios
En 1957, Feingold recibió el Premio Israel, en ciencias exactas, junto con su compañero de investigación Shlomo Hestrin y su alumno Gad Avigad.

## Obras publicadas
- Actividad promotora de infecciones de leván y dextrano en función del grado de polimerización.[5]
- Síntesis de sacarosa y otros β-d -fructofuranosil adolasas por levansacarasa.[6]
- Una síntesis enzimática de un análogo de sacarosa: α-d -xilopiranosil-β-fructofuranósido.[7]
- El mecanismo de producción de polisacáridos a partir de sacarosa. 4. Aislamiento y estructuras probables de oligosacáridos formados a partir de sacarosa por un sistema de levansacarasa.[8]
- Síntesis enzimática y reacciones de un isómero de sacarosa α-d -galactopiransoil β-d -fructofuranosido.[9]
- La estructura y propiedades del leván, un polímero ded -fructosa producida por cultivos y extractos libres de células de Aerobacter levanicum.[10]
- Uridina difosfato N -acetilglucosamina y ácido uridina difosfato glucurónico en plántulas de frijol mungo.[11]
- Síntesis enzimática de ácido uridina difosfato glucurónico y ácido uridina difosfato galacturónico con extractos de plántulas de Phaseolus aureus.[12]
- Transferencia de xilosilo por extractos de espárragos.[13]
- Nucleótidos de azúcar en la interconversión de azúcares de plantas superiores.[14]
- La 4-epimerización y descarboxilación de DUP-dÁcido  -glucurónico por extractos de semillas de Phaseolus aureus.[15]
- Descarboxilación de uridina difosfato-dácido  -glucurónico mediante una preparación enzimática a partir de oviducto de gallina.[16]
- difosfato de uridinad -xilosa: aceptor de xilosiltransferasa de Cryptococcus laurentii.[17]
- Producción de interferón en ratones por mutantes de la pared celular de Salmonella typhimurium.[18]
- ramnulosa 1-fosfato aldolasa de Escherichia coli. Cristalización y criterios de pureza.[19]
- Biosíntesis de uridina difosfato-d -xilosa. IV. Mecanismo de acción de UDP-glucuronato carboxil-liasa.[20]
- Biosíntesis de uridina difosfato-d -xilosa. V. UDP-d -glucuronato y UDP-d -galacturonato carboxi-liasa de Ampullariella digitata.[21]
- difosfato de uridina-d -glucosa deshidrogenasa de hígado de res. Estructura de subunidades y grupos sulfhidrilo.[22]